# Bad Love
Bad Love is het tiende studioalbum van de Amerikaanse singer-songwriter Randy Newman. Het is Newmans eerste solo-album sinds Land Of Dreams, dat elf jaar eerder uit kwam. Reden voor deze lange onderbreking zijn de soundtracks die hij in de tussentijd componeerde.
Volgens critici kan het album zich meten met de platen waarmee Newman succes boekte in de jaren 70. Op dit album vinden we opnieuw een scherp observerende Newman, die zich bedient van een bijtend cynisme (The Great Nations Of Europe), maar ook plaats maakt voor melancholie (I Miss You).

## Tracklist
1. My Country - 5:40
2. Shame - 4:54
3. I'm Dead (But I Don't Know It) - 3:25
4. Every Time It Rains - 3:33
5. The Great Nations Of Europe - 3:26
6. The One You Love - 3:39
7. The World Isn't Fair - 2:44
8. Big Hat, No Cattle - 4:24
9. Better Off Dead - 4:03
10. I Miss You - 3:55
11. Going Home - 2:06
12. I Want Everyone To Like Me - 2:59